# 古亭坑
古亭坑，是臺灣高雄市田寮區的一個傳統地域名稱，位於該區東北部。相較於今日行政區，其範圍大致與古亭里相近。

## 歷史
台灣日治初期，古亭坑地區為一（舊制）街庄，稱為「古亭坑庄」，隸屬於崇德東里。該庄北與番社庄為鄰，東北一小段與中埔庄為鄰，東與腳帛藔庄為鄰，東南邊為打鹿埔庄，西南邊及西邊為狗氳氤庄。
1901年（日治明治三十四年）11月，全台設置二十廳，該庄隸屬於蕃薯藔廳。1903年（明治三十六年）6月，該庄編入「古亭坑區」，隸屬於蕃薯藔廳。1909年（明治四十二年）10月，合併二十廳為十二廳，古亭坑區改隸屬於阿緱廳。1920年（大正九年），廢十二廳改設五州二廳，該庄改制為「古亭坑」大字，隸屬於高雄州旗山郡田寮庄（新制街庄）。1932年12月1日，田寮庄改劃入岡山郡。
戰後田寮庄改制為田寮鄉，隸屬於高雄縣，大字亦改制為村。1950年高、屏分治，田寮鄉仍隸屬於高雄縣。2010年12月25日，因高雄縣市合併為新直轄市高雄市，田寮鄉改制為田寮區，村亦改制為里。

## 聚落
本地區發展較早的聚落有上茅草山、下茅草山、牌仔路頭、檳榔腳、檳榔宅、古亭坑、大滾口、應菜龍、石山仔等，在日治期初期的官方地圖上已有記載。

## 交通
省道台28線是湖內區湖內橋至茂林（實際終點為六龜區大津）的幹道，經過本地區南部的聚落。由該道路西行可前往阿蓮區、路竹區北部暨國道1號路竹交流道、湖內區，並止於省道台17線轉角暨台17甲線終點路口；東行可前往內門區/旗山區交界地帶、旗山區、美濃區、六龜區南部，並止於省道台27線路口。
區道高146線是米市園（實際起點在高雄、臺南市界，往北銜接南165線）至水庫的道路。

## 公務機構
- 古亭派出所